# Rosa Valdeón
Rosa María Valdeón Santiago (Toro, 17 de diciembre de 1960) es una médica y expolítica española del Partido Popular. Ha ocupado diversos cargos de responsabilidad política, entre los que destacan los de alcaldesa de Zamora y vicepresidenta de la Junta de Castilla y León, portavoz y consejera de Empleo de dicho gobierno autonómico y procuradora en las Cortes de Castilla y León por la circunscripción electoral de Zamora en dos periodos.

## Biografía
Cursó estudios de bachillerato en el instituto Cardenal Pardo Tavera de su ciudad natal. Más tarde se licenció en medicina y cirugía en la Universidad de Salamanca, lo que hizo que la mayor parte de su carrera profesional la desarrollase en el sector sanitario:
- Inspector Médico de la Seguridad Social.
- Jefa del área de Inspección del INSALUD en Zamora.
- Especialista en recursos humanos y planificación sanitaria.
- Directora del hospital Los Montalvos de Salamanca (1997).
- Jefa del servicio territorial de Sanidad de la provincia de Salamanca.
- Cooperante médico en diversos proyectos de cooperación en campos de refugiados como los de saharauis en Tindouf (Argelia), o los de Etiopía e India con diferentes organizaciones no gubernamentales.[8]

## Actividad política
Se incorporó al trabajo político de la mano de otro médico y político regional, José Antonio de Santiago-Juárez. Con anterioridad, durante su etapa como médico y como directivo del sector sanitario, no militó en el PP, por lo que fue captada por precederle un notable perfil técnico. Ocupó en un principio un alto cargo en la consejería de Sanidad para más tarde entrar en la política autonómica como consejera de Familia e Igualdad de Oportunidades. En 2007, el presidente de la Junta de Castilla y León, y del PP regional, Juan Vicente Herrera, decidió que fuese ella quien ocupase la candidatura a la alcaldía de Zamora.
Del 2001 al 2003 ocupó el cargo de directora general de Salud Pública en la Junta de Castilla y León, para seguidamente ocupar plaza de procuradora de las Cortes de Castilla y León en el periodo 2003-2007 y, paralelamente, tomar posesión como consejera de Familia e Igualdad de Oportunidades en la misma institución regional, uno de los departamentos con mayor dotación presupuestaria de la Junta de Castilla y León.
En 2007 abandonó su cargo en el ejecutivo autonómico para convertirse en la candidata del PP a la alcaldía de Zamora. Ganó las elecciones y se convirtió en la primera mujer en desempeñar dicho cargo en la ciudad de Zamora. En las elecciones de 2011 revalidó su puesto de alcaldesa con mayoría absoluta. Por otra parte, durante su gobierno municipal ocupa los siguientes puestos y cargos en el Partido Popular:
- Miembro del Comité Ejecutivo Nacional del Partido Popular.
- Miembro del comité redactor del programa electoral del Partido Popular para las elecciones generales del 2008.
- Vicesecretaria autonómica de acción política del partido desde el último Congreso Autonómico del 2008.

A finales del 2014 anunció la decisión personal de no presentarse como candidata a la alcaldía del Ayuntamiento de Zamora en las elecciones municipales del 2015. Con esta decisión, dio por concluida su etapa de ocho años de gobierno municipal y se puso a disposición de su partido para asumir nuevas responsabilidades de servicio público.
Tras las elecciones municipales y autonómicas de España de 2015, y como consecuencia de los resultados electorales del PP, Rosa Valdeón fue designada por Juan Vicente Herrera como parte integrante del equipo con el que su partido pretende garantizar la estabilidad de las instituciones locales, provinciales y autonómica, después de no haber obtenido mayoría absoluta en las elecciones del 24 de mayo, aunque fue la fuerza más votada. El 7 de julio de 2015 el presidente de la Junta de Castilla y León, Juan Vicente Herrera, anunció su equipo de gobierno, en el que Rosa Valdeón vino a desempeñar el puesto de vicepresidenta de Castilla y León, consejera de Empleo y portavoz del Gobierno regional, hasta su dimisión el 10 de septiembre de 2016 por haber protagonizado un incidente de tráfico con un camión cuando circulaba por la A-6 con una tasa de alcohol superior a la permitida.
Valdeón pasó entonces a ejercer únicamente como procuradora en las Cortes de Castilla y León, hasta su dimisión el 3 de noviembre de 2017, a raíz de un nuevo accidente de circulación ocurrido la noche anterior en Salamanca, y en el que triplicaba la tasa de alcoholemia.

## Premios y reconocimientos
En 2015 se le concede el Premio UEMC al Personaje Público de Castilla y León que mejor Comunica "por su claridad, fácil acceso y buena relación con los medios de comunicación", según fuentes del jurado que otorgó el premio integrado por 45 directores de medios de comunicación de la comunidad autónoma de Castilla y León en un certamen convocado por la Universidad Europea Miguel de Cervantes.